# Aja Kong
Pour les articles homonymes, voir Shishido.
Erika Shishido (宍戸 江利花, Shishido Erika) (née le 25 septembre 1970 à Tachikawa), plus connue sous le nom d'Aja Kong (アジャ・コング, Aja Kongu) est une catcheuse (lutteuse professionnelle) et une promotrice de catch japonaise. Elle travaille à la OZ Academy (en).
Elle s'entraîne au dojo de la All Japan Women's Pro-Wrestling (AJW) où elle commence sa carrière en septembre 1986. Elle y remporte de nombreux titres dont le championnat du monde de la WWWA à deux reprises ainsi que les tournois Japan Grand Prix en 1992 et 1996. En 1997, elle quitte l'AJW pour fonder l'Arsion (en).

## Jeunesse
Erika Shishido est la fille d'un militaire afro-américain et d'une japonaise. Son père quitte le Japon pour retourner aux États-Unis alors qu'elle a cinq ans. Elle ne se fait pas d'ami à cause de son métissage qui est mal vu. Elle est une fan de catch notamment de Chigusa Nagayo (en) et Lioness Asuka (en).

## Carrière de catcheuse
Shishido s'entraîne au dojo de la All Japan Women's Pro-Wrestling, et débute dans cette fédération en 1986. En raison de ses origines, elle devient une des heels et intègre le clan Gokuaku Domei dont la leader est Dump Matsumoto (en). Son amie d'enfance, Nobuko Kimura, rejoint ce clan au même moment et elles font régulièrement équipe. Ce clan se dissous en 1988 provoquée quand Matsumoto à prend sa retraite.
En 1989, Shishido adopte le nom de ring d'Aja Kong et forme l'équipe Jungle Jack avec Nobuko Kimura qui prend le nom de Bison Kimura. Elles deviennent les rivales de Bull Nakano qui est la leader du clan Gokumon-To. Le 11 janvier 1991, Nakano et Kyoko Inoue (en) battent Kong et Kimura dans un Hair vs. Hair match forçant ses ennemies à se faire couper les cheveux.
Kong poursuit Nakano pour le WWWA World Heavyweight Championship durant les années 1990. Et en novembre 1992, elle met fin à 3 ans de règne de Nakano.
Kong part pour les États-Unis Et participe au Survivor of a Women's Elimination Match à la World Wrestling Federation aux Survivor Series 1995 en portant le tombé sur 4 membres de l'équipe adverse, incluant la WWF Women's Champion, Alundra Blayze. Kong participe à 2 épisodes de Monday Night Raw et remporte deux victoires, dont l'une en cassant le nez de Chaparita Asari. Kong devient une challenger sérieuse au WWF Women's Championship, détenu à l'époque par Alundra Blayze. Kong devait faire face à cette dernière au Royal Rumble 1996, mais Blayze est virée avant que le match ait pu avoir lieu, à cause de problèmes financiers de la World Wrestling Federation.
En 1997, Kong quitte l'All Japan's Women Pro-Wrestling qu'elle avait rejoint auparavant pour créer la Hyper Visual Fighting ARSION, abrégée simplement en ARSION. Elle dirigea la fédération jusqu'au 12 février 2001, jour où elle s'en est allée d'un Tag Team Match et annonça qu'elle quittait la fédération, événement télévisé tellement il fut considéré important.
Shishido continuera à catcher dans différentes promotions japonaises. Récemment elle a fait équipe avec Amazing Kong, appelé Double Kong, et ont pris les titres de tag team championships à la Japanese women's promotions AJW, GAEA, et Ladies Legend Pro Wrestling. Le 6 juin 2006, sous le nom Erika and Margaret, l'équipe bat Wataru Sakata et Ryoji Sai pour le HUSTLE Super Tag Team Championship. Le 9 octobre 2006, elles perdent les ceintures face à Bubba Ray et Devon dans un three-way match avec Sodom and Gamora.
De nos jours, Aja catche pour la promotion de Mayumi Ozaki, Oz Academy. Elle a créé une écurie avec AKINO, Manami Toyota, et Hiroyo Matsumoto.

## Palmarès
- All Japan Women's Pro-Wrestling (AJW)
  - 1 fois championne de l'AJW[8]
  - 1 fois championne par équipes avec Bison Kimura[9]
  - Membre de l'AJW Hall of Fame (depuis 1998)[10]
  - 2 fois championne du monde féminine de la World Women's Wrestilng Association[11]
  - 4 fois championne du monde par équipes de la World Women's Wrestilng Association avec Grizzly Iwamoto (1), Bison Kimura (2), et Amazing Kong (1)[12]
  - Tournoi Japan Grand Prix (1992, 1996)

- Arsion (en)
  - 1 fois reine de l'Arsion[13]
  - 1 fois étoile jumelle de l'Arsion avec Mariko Yoshida (en)[14]

- Gaea Japan (en)
  - 3 fois championne de l'All Asia Athlete Women[15]
  - 3 fois championne par équipes de l'All Asia Athlete Women avec Mayumi Ozaki (en) (1), Devil Masami (en) (1), et Amazing Kong (1)[15]

- Hustle
  - 1 fois championne par équipes Super de la Hustle avec Margaret[16]

- Wrestling Observer Newsletter
  - 5 Star Match (1993) avec Sakie Hasegawa, Kyoko Inoue, et Takako Inoue vs. Dynamite Kansai, Cutie Suzuki, Mayumi Ozaki, et Hikari Fukuoka le 31 juillet
  - 5 Star Match (1994) vs. Manami Toyota le 20 novembre.
  - Membre du Wrestling Observer Hall of Fame (depuis 2006)